# Eriko Sanmiya
Eriko Sanmiya (jap. 三宮 恵利子 Sanmiya Eriko; ur. 19 września 1974 w Kushiro) – japońska łyżwiarka szybka, srebrna medalistka mistrzostw świata.

## Kariera
Największy sukces w karierze Eriko Sanmiya osiągnęła w 2001 roku, kiedy zdobyła srebrny medal podczas sprinterskich mistrzostw świata w Inzell. W zawodach tych rozdzieliła na podium Niemkę Monique Garbrecht-Enfeldt i Kanadyjkę Catrionę Le May Doan. W tej samej konkurencji była też między innymi czwarta na rozgrywanych rok wcześniej sprinterskich mistrzostwach świata w Seulu. Walkę o medal przegrała tam z Marianne Timmer z Holandii. Wielokrotnie stawała na podium zawodów Pucharu Świata, odnosząc przy tym sześć zwycięstw. Najlepsze wyniki osiągnęła w sezonach 1998/1999 i 1999/2000, kiedy zajmowała trzecie miejsce w klasyfikacji końcowej 500 m oraz sezonach 1999/2000 i 2000/2001, kiedy była trzecia w klasyfikacji 1000 m. W 1998 roku wzięła udział w igrzyskach olimpijskich w Nagano, zajmując jedenaste miejsce w biegu na 500 m i ósme na dwukrotnie dłuższym dystansie. Na rozgrywanych cztery lata później igrzyskach w Salt Lake City była odpowiednio jedenasta i siedemnasta. W 2002 roku zakończyła karierę.